# Desa Sukamulya (administrativ by i Indonesien, Jawa Barat, lat -6,72, long 108,14)
Desa Sukamulya är en administrativ by i Indonesien.   Den ligger i provinsen Jawa Barat, i den västra delen av landet, 150 km öster om huvudstaden Jakarta.